# El Paraíso (Perù)
El Paraíso  è il nome moderno di un sito archeologico, appartenente alla tarda età Preceramica (3500-1800 a.C.) situato nella valle del fiume Chillón, sulla costa centrale del Perù. Il sito si trova a cinque chilometri a nord-est di Lima, la capitale del Perù, nel distretto di San Martin de Porres, nella provincia di Lima. El Paraíso è uno dei più grandi insediamenti di questo periodo, esteso su oltre 58 ettari di terreno.
Altri centri importanti di questo periodo includono Aspero e Caral, posti sulla costa settentrionale della valle del Supé.

## Storia delle esplorazioni

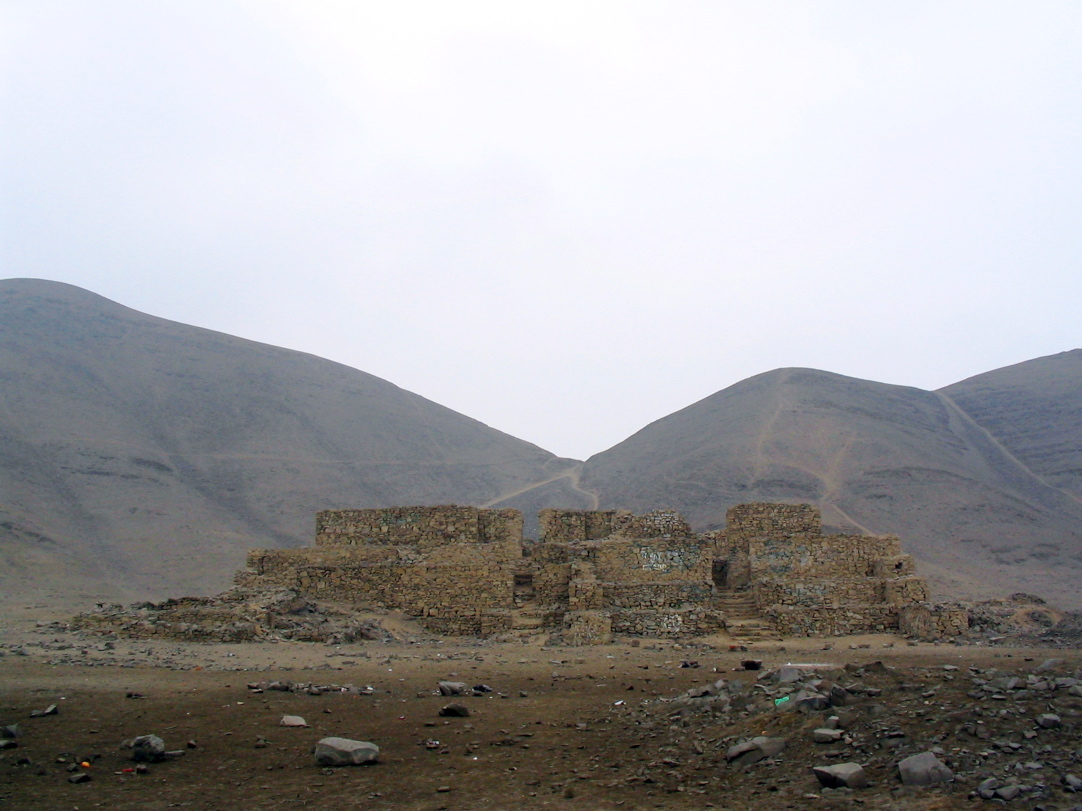
El Paraiso

L'importanza di El Paraíso come "il più grande e il più antico esempio di architettura monumentale nel Nuovo Mondo", non ha portato ad una notevole quantità di prospezioni archeologiche. La prima menzione del luogo risale al 1950 quando Louis Stumer esaminò la valle di Chillón e lo inserì nella sua relazione denominandolo Chuquitanta, dal nome di una vicina hacienda,  Nel 1964 Thomas C. Patterson e Edward P. Lanning pubblicarono per la prima volta notizie sul sito, datandolo come Preceramico.  Nel 1965 l’archeologo francese Fréderick Engel condusse i primi scavi di prova sulle Unità I-VII, effettuò la mappatura del sito, eseguì lavori di consolidamento sull'edificio più meridionale dell'Unità I, che fu l'oggetto principale del suo lavoro di scavo, e ridenominò ufficialmente il sito El Paraíso, nome confermato poi dall'Istituto Nacional de Cultura.
I primi lavori degli archeologi confermarono che il sito era preceramico, avendo trovato solo residui tessili e niente resti di ceramica, fatto successivamente confermato con la datazione al carbonio-14 da Jeffrey Quilter, che posizionò El Paraíso nell'ultima parte del periodo preceramico. 
Nel 1968 Thomas C. Patterson e Michael E. Moseley identificarono l'esistenza di un numero variabile tra nove e tredici edifici.
A partire dal 1982 Quilter condusse un progetto di ricerca pluriennale e multidisciplinare nella valle inferiore del Chillon, denominato El Proyecto Bajo Valle del Chillón.
Dal 1983 Quilter concentrò ogni sforzo su El Paraíso al fine di stabilirne l’esatta cronologia, una migliore comprensione dell’architettura e dell’economia che consentiva la sussistenza del sito di El Paraíso. Emersero subito alcune incertezze sul numero degli edifici presenti, principalmente a causa dei lavori effettuati dall’uomo. Ad esempio, l'unità VI sembra essere stata tracciata da un trattore fin dagli anni sessanta, quando Patterson la segnalava per la prima volta come una struttura completa. Nel 1983 un'indagine superficiale determinò che c'erano undici edifici in totale, di cui sette erano ancora strutture libere; Anche se gli archeologi sono incerti se più edifici si trovavano una volta sul sito.
Dapprima abbandonata dalle autorità, la zona archeologica fu protetta dai residenti e da alcune associazioni, anche se questo fatto non fu sufficiente per evitare il saccheggio e l’inevitabile scomparsa della Huacas. La zona era circondata da allevamenti di suini e da discariche, minacciata dalle invasioni dei coloni e l'avidità di alcune aziende immobiliari. Necessitando di più risorse, grazie all’interessamento delle persone fino ad allora coinvolte, le autorità statali si interessarono al sito che nel 2008 venne dichiarato vincolato Il 24 dicembre 2012 vi fu il primo progetto di investimento pubblico (PIP) voluto dal Ministero della Cultura per ripristinare, conservare e restaurare i monumenti archeologici di Lima. Il primo luogo scelto per questo investimento fu proprio El Paraíso, che ottenne un finanziamento di 4,5 milioni di sol. Come responsabile di tale progetto venne nominato archeologo Marco Guillén Hugo. 
Gli scavi iniziarono in cinque settori e venne definitivamente accertata la presenza di un totale di dodici piramidi, sparse su una vasta area. Il 15 gennaio 2013 gli archeologi scoprirono una struttura architettonica che venne denominata Tempio del Fuoco, analoga ad altre strutture si trovavano a Caral e Kotosh, siti contemporanei. 
Alla fine di giugno 2013 una delle piramidi nel complesso, appartenente all'Unità X, venne completamente distrutta tramite l’uso di macchinari pesanti, e le macerie furono date alle fiamme. Il tempestivo intervento della polizia impedì la distruzione delle altre 11 piramidi presenti. La piramide demolita aveva una superficie di circa 2.000 m² ed era alta 6 m. Le successive indagini consentirono l’identificazione dei mandati della distruzione, identificati nelle società Alisol e Provelanz, i cui responsabili vennero perseguiti penalmente.

### Il Tempio di fuoco
Nel febbraio 2013 una spedizione guidata da Mark Guillen comunicò di aver trovato i resti di un tempio, la cui entrata era posizionata nell'ala destra della piramide principale. La datazione preliminare suggerì che il tempio fosse attivo già nel 3000 a.C. Costruito in pietra, su quattro diversi livelli, misura 6,82 x 8,04 m, e le sue pareti di argilla gialla mostrano ancora tracce di vernice rossa. Commentando un focolare trovato nel centro del tempio, l’archeologo Mark Guillen disse: "La caratteristica principale della loro religione era l'uso del fuoco che bruciava nel centro... Il fumo ha permesso ai sacerdoti di connettersi con i loro dèi".

### Annotazioni
1. ↑  El Proyecto Bajo Valle del Chillón vedeva Jeffrey Quilter come direttore degli scavi, Lucy Salazar de Burger come sua assistente, Deborah House direttore del laboratorio analisi, Elizabeth S. Wing e Daniel Sandweiss, come addetti alle analisi faunistiche, Deborah Pearsall e Bernardino Ojeda come addetti alle analisi floreali e Bernardino Ojeda alla mappatura del sito.

### Fonti
1. ↑  Michael Edwards Moseley, The Maritime foundations of Andean Civilization, Cummings Publishing Company, Inc., Menlo Park, 1975.
2. 1 2 3 4 5 6  Quilter 1985, pp. 279-297.
3. ↑   Robert Kozak, Construction Company Destroys Ancient Pyramid in Peru - Culture Ministry[collegamento interrotto], Wall Street Journal, 1º luglio 2013. URL consultato il 5 luglio 2013.
4. ↑   Developers destroy ancient Peru pyramid, BBC News, 3 luglio 2013. URL consultato il 4 luglio 2013.
5. ↑   John Quigley, Bulldozer Destroys Pyramid at 5,000-Year-Old Site in Peru, Bloomberg, 3 luglio 2013. URL consultato il 4 luglio 2013.
6. ↑   Officials say developers destroyed Peru pyramid, su timesofindia.indiatimes.com, The Times of India, 4 luglio 2013. URL consultato il 4 luglio 2013.
7. ↑   Peru archaeologists find ancient temple in El Paraiso, in BBC News, 12 febbraio 2013. URL consultato il 14 febbraio 2013.

### Periodici
- (EN) Charles Stanish, The origins of states societies in South America, in Annual Review Anthropology, vol. 30, Palo Alto (CA), ottobre 2001,  pp. 41-64.
- (EN) Jeffrey Quilter, Architecture and Chronology at El Paraíso, Peru, in Journal of Field Archaeology, vol. 12, n. 3, Boston, Boston University, ottobre-novembre-dicembre 1985,  pp. 279-297.